# Atlantic-Airways-Flug 670
Der Atlantic-Airways-Flug 670 war ein Charterflug der färöischen Fluggesellschaft Atlantic Airways vom Flughafen Stavanger zum Flughafen Molde-Arø mit einem Zwischenstopp auf dem Flughafen Stord. Am 10. Oktober 2006 ereignete sich auf diesem Flug ein schwerer Zwischenfall, als ein BAe 146-200A in Stord das Landebahnende überrollte und von einer Klippe fiel. Bei dem Unfall kamen 4 Menschen ums Leben, 12 überlebten.

## Flugzeug
Bei dem verunglückten Flugzeug handelte es sich um eine BAe 146-200A aus britischer Produktion. Die Maschine wurde im Werk von British Aerospace am Werksflugplatz Woodford, Metropolitan Borough of Stockport, endmontiert. Das Flugzeug trug die Werksnummer E2075. Die Maschine hatte am 23. Juni 1987 mit dem Testkennzeichen G-5-075 ihren Erstflug absolviert. Im Juli 1987 folgte die Auslieferung an die Pacific Southwest Airlines. Die Maschine erhielt das Luftfahrzeugkennzeichen N369PS. Nach der Fusion dieser Fluggesellschaft mit der USAir ging die Maschine an Atlantic Airways, wo sie mit dem Kennzeichen OY-CRG in Betrieb ging. Für die Fluggesellschaft war die Maschine die erste dieses Typs, die eingeflottet wurde. Das vierstrahlige Kurzstreckenflugzeug war mit vier Triebwerken des Typs Lycoming ALF502R-5 ausgestattet. Zum Zeitpunkt des Unfalls hatte die Maschine eine Betriebsleistung von 39.828 Betriebsstunden bei 21.726 Starts und Landungen. Die letzte technische Wartung war am 25. September 2006 durchgeführt worden.
Die BAe 146 ist ein strahlgetriebenes Flugzeug, das speziell für den Betrieb auf Flughäfen mit kurzen Landebahnen entworfen wurde. Mit ihren vier Triebwerken ist sie für flache Landungen ausgelegt, bei denen Bug- und Hauptfahrwerk gleichzeitig auf der Landebahn aufkommen. Die Maschine hat leistungsstarke Radbremsen und großflächige Störklappen, um den Auftrieb direkt nach dem Aufsetzen zu reduzieren und den Widerstand zu erhöhen. Die Maschinen verfügen nicht über eine Schubumkehr.

## Flughafen

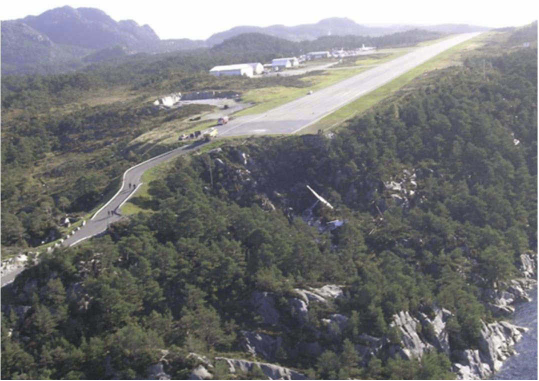
Überblick über den Flughafen Stord, im Vordergrund das Wrack

Der Flughafen Stord ist ein Regionalflughafen, der auf der Halbinsel Sørstokken der Insel Stord gelegen ist. Der Flughafen befindet sich in 49 Metern über dem Meeresspiegel. Die Start- und Landebahn mit der Bezeichnung 15/33 kann aus nordnordwestlicher und südsüdöstlicher Richtung angeflogen werden. Sie hat eine Länge von 1460 Metern und ist 30 Meter breit.
Die Landebahnschwellen sind an beiden Enden der Start- und Landebahn 130 Meter lang, womit die verfügbare Landebahnlänge 1200 Meter beträgt. Entlang beider Enden der Landebahn befinden sich steile Klippen. Zum Zeitpunkt der Errichtung des Flughafens erfüllten die baulichen Gegebenheiten auf dem Flughafen die gesetzlichen Sicherheitsanforderungen, diese waren vor dem Unfall jedoch verschärft worden. Es wurde vermutet, dass die Landebahn zum Zeitpunkt des Unfalls feucht war, wobei derartige Informationen nicht an die Piloten übermittelt wurden.

## Fluggesellschaft
Atlantic Airways ist die nationale Fluggesellschaft der Färöer und befand sich zu diesem Zeitpunkt im Besitz der färöischen Regierung. OY-CRG war zu diesem Zeitpunkt eine von fünf BAe 146, die der Flotte der Atlantic Airways angehörten. Die Fluggesellschaft hatte einen Langzeit-Charterflugvertrag mit Aker Kværner abgeschlossen, da das Schwerindustrieunternehmen sich an der Errichtung des Erdgasfeldes Ormen Lange in der Nähe von Molde beteiligt war. Die Charterflugverträge sahen fünfmal wöchentlich stattfindende, regelmäßige Linienflüge zwischen dem Flughafen Stavanger, Sola über den Flughafen Stord, Sørstokken zum Flughafen Molde, Årø in jeweils beide Richtungen vor. Das Unternehmen flog im Zusammenhang mit der Errichtung von Snøhvit auch den Flughafen Alta von Stavanger über Stord an. Um Abflüge von Stord bei vollem Abfluggewicht zu ermöglichen, beantragte Atlantic Airways am 18. Februar 2005 bei der Zivilluftfahrtbehörde Norwegens die Erlaubnis, eine längere Landebahnstrecke für den Startlauf in Stord nutzen zu dürfen. Der Antrag wurde abgelehnt mit der Begründung, dass die Gegebenheiten in Stord bereits unterhalb von international empfohlenen Sicherheitsminima lagen.

## Besatzung
Es befand sich eine vierköpfige Besatzung an Bord, die aus einem Kapitän, einem Ersten Offizier und zwei Flugbegleiterinnen bestand. Der verantwortliche Pilot war der 34-jährige Flugkapitän Niklas Djurhuus, der Erste Offizier der 38-jährige Jakob Evald. Die Piloten waren am Abend zuvor als Passagiere auf einem Flug der Atlantic Airways nach Stavanger eingeflogen worden. Der Flugkapitän war die Strecke zuvor bereits geflogen und hatte insgesamt 21 Landungen auf dem Flughafen Stord absolviert.

## Flugverlauf
Der Charterflug wurde von der Atlantic Airways für Aker Kværner durchgeführt. Auf dem Flug sollten die Arbeiter des Unternehmens vom Flughafen Stavanger in Sola über Sørstokken auf Stord zum Flughafen Molde gebracht werden. Auf Stord befand sich eine Werft von Aker Kværner. Die Maschine war am Vorabend um 23:30 Uhr in Sola gelandet und in der Nacht einer jeweils alle 48 Stunden durchgeführten Wartungsinspektion unterzogen worden, die um 05:00 Uhr abgeschlossen war. In Stavanger hatten 12 Passagiere in der Maschine Platz genommen. Der Flug begann um 7:15 Uhr. An diesem Morgen regnete es leicht, der Wind wehte mit einer Geschwindigkeit von 5,8 Knoten (3 Meter pro Sekunde), auf einer Höhe von 750 Metern befanden sich einige Wolken am Himmel. Die Sicht war sehr gut mit Sichtweiten von mehr als 10 Kilometer. Der virtuelle barometrische Druck (QNH) betrug 1,021 Hektopascal. Der Flug verlief bis zum Anflug auf Stord ohne besondere Vorkommnisse.

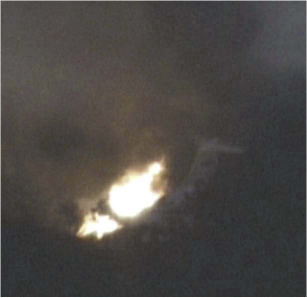
Das brennende Wrack der Maschine 21 Sekunden nach dem Überrollen des Landebahnendes

Um 07:23 kontaktierten die Piloten die Flugsicherung von Flesland und äußerten, dass sie im Sichtflug Bahn 15 anfliegen wollten. Dies hätte einem Anflug aus nordnordwestlicher Richtung und einer Landung gegen den Wind entsprochen. Die Flugsicherung in Flesland gab den Piloten um 07:24 Uhr die Freigabe, auf 1200 Meter zu sinken. Die Maschine verließ um 07:27 den kontrollierten Luftraum. Zur gleichen Zeit hatte der Fluginformationsdienst in Sørstokken Sichtkontakt mit der Maschine. Die Piloten entschieden, einen Anflug auf Bahn 33 durchzuführen. Bei der entsprechenden Landung mit leichtem Rückenwind war zwar eine längere Bremsstrecke zu erwarten, jedoch wäre dadurch die Ankunft beschleunigt, da die Bahn in Flugrichtung lag und somit beim Anflug nicht erst eine Platzrunde geflogen werden musste. Die Auftriebshilfen wurden um 7:31 Uhr auf 33 Grad ausgefahren, wodurch sich die Fluggeschwindigkeit von 150 auf 130 Knoten (ca. 280/240 km/h) reduzierte. Die Piloten hatten eine Landegeschwindigkeit von 112 Knoten (ca. 207 km/h) anvisiert und wurden dabei vom Precision Approach Path Indicator geleitet. Die Maschine überquerte die Landebahnschwelle mit einer leicht erhöhten Fluggeschwindigkeit von 120 Knoten (ca. 220 km/h) und setzte um 7:32 Uhr, ein paar Meter hinter dem idealen Landepunkt, weich auf der Landebahn auf.

## Unfallhergang

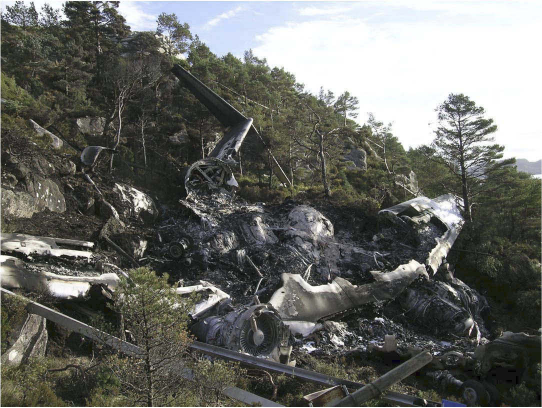
Das ausgebrannte Wrack der Maschine

Der Erste Offizier rief eine Sekunde nach dem Aufsetzen das Aktivieren der Störklappen aus, die der Kapitän eine halbe Sekunde darauf aktivierte. Zwei Sekunden später rief der Offizier: „Keine Störklappen“. Er warf anschließend einen Blick auf die Anzeige für den hydraulischen Druck, wobei dieser Schalter korrekt eingestellt war. Durch das Versagen des Störklappensystems war die Bremskraft der Maschine vermindert.
In der Zwischenzeit hatte der Kapitän die Schubhebel vom Flugleerlauf in den Bodenleerlauf umgestellt und sechs Sekunden nach dem Aufsetzen die Bremsen aktiviert. Über eine Dauer von 12,8 Sekunden nach dem Aufsetzen waren später auf dem Stimmenrekorder verschiedene Kreischgeräusche von den Reifen zu hören. Die Bremsung wurde bis zur Hälfte der Landebahn fortgesetzt. Bis zu diesem Zeitpunkt war es in der Wahrnehmung der Piloten zu keiner nennenswerten Geschwindigkeitsverringerung gekommen. Der Kapitän versuchte ohne Erfolg durch das Betätigen der Bremspedale eine bessere Bremskraft zu erzeugen. Er schob dann den Bremshebel von grün auf gelb. Dadurch wurde die Notbremse aktiviert und zugleich, wie erst im Laufe der Flugunfalluntersuchungen bekannt wurde, das Antiblockiersystem deaktiviert. Zeugen sahen Rauch und Sprühwasser aus dem Fahrwerk aufsteigen.
Ab diesem Zeitpunkt war der Point of no Return erreicht, an dem die Maschine nicht mehr genug Geschwindigkeit hatte, um einen Fehlanflug durchzuführen. Als dem Kapitän bewusst wurde, dass die Maschine höchstwahrscheinlich über das Landebahnende hinauschießen würde, überlegte er, ob er die Maschine nach links lenken sollte, wo es steil die Klippen herunterging oder nach rechts, wo sich Felsen befanden. Als letzten Ausweg versuchte der Kapitän die Geschwindigkeit zu verringern, indem er die Maschine vor dem Landebahnende erst abrupt nach rechts und dann nach links lenkte. Um 07:32 Uhr Ortszeit, 22,8 Sekunden nach dem Aufsetzen, stürzte die Maschine mit einer geringen Geschwindigkeit von etwa 30 km/h hinter dem Landebahnende von Stord den fast senkrechten Abhang hinunter. Die Maschine rollte in einem Winkel von etwa 45 Grad einige Meter den Hang hinunter und pflügte sich durchs Geäst, bis sie schließlich zum Stehen kam. Dabei brachen die Tragflächen ab, das austretende Kerosin geriet in Brand.

## Rettungs- und Bergungsaktion
Drei Sekunden, nachdem die Maschine von der Klippe gestürzt war, aktivierte der Fluginformationsdienst den Notalarm, dessen Empfang die Rettungsmannschaft weitere vier Sekunden später bestätigte. Fünf Sekunden später rief der Fluginformationsdiensthabende die Rettungsleitstelle des Medizinischen Notfalldienstes an. Vier Minuten später wurde die Polizei verständigt, ebenso wie das Rettungskoordinationszentrum Südnorwegens, das seine Rettungshubschrauber entsandte. Die Polizei traf um 7:44 Uhr am Unfallort ein.

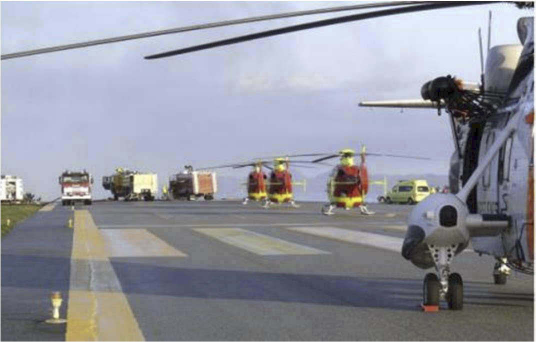
Ein Teil der an dem Einsatz beteiligten Rettungsmannschaften

Die Maschine war auf dem Hang in etwa 46 Metern Entfernung vom Landebahnende und 50 Metern vom Meer zum Stehen gekommen. Als die Maschine stoppte, stellten die Piloten die Kerosinzufuhr ab und aktivierten das Triebwerkslöschsystem. Dennoch brach 13 Sekunden, nachdem die Maschine von der Klippe gestürzt war, ein Brand aus, der sich zunächst auf den rechten Flügel und die mittlere Rumpfsektion konzentrierte, sich jedoch schnell ausbreitete.
Die Piloten konnten die Evakuierung nicht durchsagen, da das Gerät nicht funktionierte. Die steuerbord- und backbordseitigen Vordertüren waren durch den Aufprall blockiert, ebenso wie die Cockpittür. Nach dem Unfall kletterten die Passagiere durch den Rumpf der Maschine zur backbordseitigen Hintertür. Mehrere Passagiere, die im vorderen Flugzeugteil gesessen hatten, beschlossen, die Maschine über das Heck zu verlassen, da dieser Teil des Flugzeugs weitgehend intakt geblieben war.

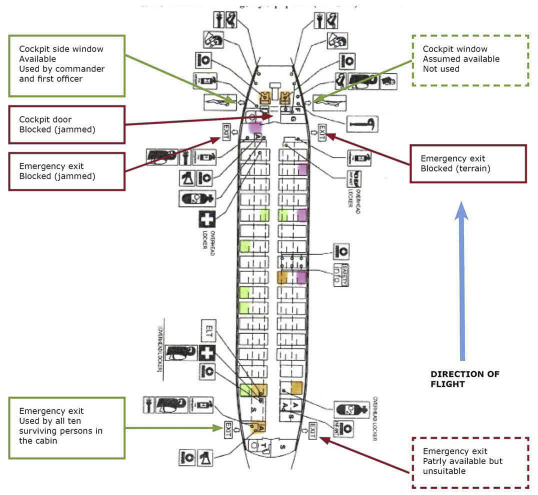
Sitzverteilung – grün = unverletzt, orange = verletzt, lila = getötet

Die beiden Piloten versuchten noch, die Kabinentür für eine Evakuierung der Passagiere zu öffnen, doch diese war blockiert. Sämtliche weiteren Versuche, den Passagieren zu Hilfe zu kommen, schlugen fehl und mussten wegen der immer intensiveren Hitze schließlich abgebrochen werden. Schließlich kletterten die Piloten schwer verletzt nach vorne aus den Kabinenfenstern.
Die Verletzten wurden mit Rettungshubschraubern in Krankenhäuser ausgeflogen. Drei Passagiere und eine färöische Flugbegleiterin konnten sich nicht mehr rechtzeitig aus der Maschine retten und kamen in den Flammen um.
45 Sekunden nachdem die Maschine das Landebahnende überrollt hatte, traf das erste Löschfahrzeug der Flughafenfeuerwehr an der Unfallstelle ein, das zweite fünf Sekunden später. Innerhalb von einer Minute und 45 Sekunden nach dem Unfall war ein Großteil des Rumpfes in Brand. Das Heck knickte 3 Minuten und 30 Sekunden nach dem Zwischenfall und 5 Minuten und 45 Sekunden nach dem Überrollen schaltete sich Triebwerk Nr. 3 ab. Die Brandbekämpfung gestaltete sich schwierig, da die Maschine sich in unwegsamem Gelände befand und die LKW nur bis zum Ende der Landebahn vorfahren konnten. Ein Feuerwehrfahrzeug verließ den Brandort nach 8 Minuten, um erneut mit Wasser betankt zu werden und kehrte nach weiteren 5 Minuten wieder zurück. Das erste Löschfahrzeug der Ortsfeuerwehr traf nach 18 Minuten ein. Die Feuerwehrleute sahen zunächst niemanden in der Nähe des Wracks und gingen davon aus, dass alle Insassen bei dem Unfall getötet wurden. Später wurde ihnen bewusst, dass es sich bei den umherstehenden Personen um Überlebende handelte. Der Brand konnte um 09:30 Uhr gelöscht werden.

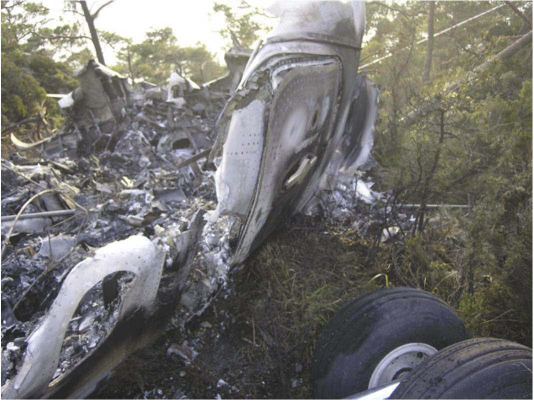
Die ausgebrannte Cockpitsektion

Ein Großteil des Rumpfes wurde durch das Feuer zerstört, die Flugzeugnase und die Rumpfunterseite im Cockpitbereich blieben erhalten. Die Tragflächenspitzen und Querruder waren nahezu unbeschädigt geblieben. Der vordere Tragflächenholm war soweit erhalten, dass die Tragflächen beim Heben zusammenblieben. Die Innenteile der Tragflächen, darunter die Störklappen, wurden zerstört, doch zwei Störklappenstellmotoren konnten geborgen werden. Das Heck war weitestgehend intakt geblieben. Die meisten Leichtmetallkomponenten der Triebwerke wurden zerstört. Die Kompressorblätter blieben intakt und zeigten keine Spuren einer Beschädigung vor dem Aufprall. Drei Baugruppen – das linke Hauptfahrwerk, eine Triebwerksabeckung und das Triebwerk Nr. 4 – wurden zwischen der Landebahn und dem Hauptwrack gefunden und waren nicht vom Feuer in Mitleidenschaft gezogen worden.

## Unfalluntersuchung
Die Flugunfalluntersuchung wurde durch das Accident Investigation Board Norway (AIBN) geführt. Die Flugunfallermittler wurden per Hubschrauber um 13:08 Uhr zum Unfallort eingeflogen.

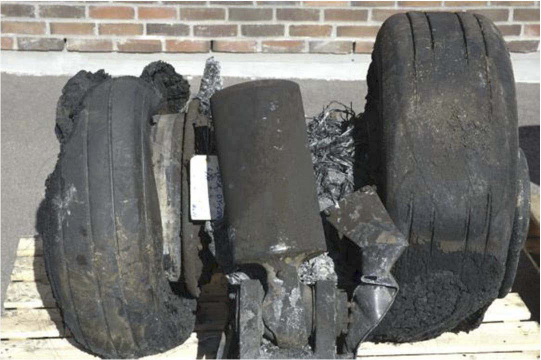
Das linke Hauptfahrwerk

Der Unfall wurde von drei Personen gefilmt. Die Aufnahmen eines der Zeugen erwiesen sich als besonders nützlich: Die Aufnahme begann 13 Sekunden, nachdem die Maschine das Landebahnende überrollte und dauerte 21 Minuten. Der Zeuge befand sich gegenüber von Stokksundet in 1,5 Kilometern Entfernung von der Unfallstelle. Der Zeuge verkaufte sein Videoband an den Sender TV 2, der das Video der Unfalluntersuchungsbehörde aushändigte. Die Ermittler stellten fest, dass die Landebahn bei ihrer Ankunft feucht war, konnten jedoch nicht ermitteln, ob sie es während des Unfalls auch gewesen war.
Aufgrund der massiven Zerstörungen durch das Feuer war es nahezu unmöglich, eine aussagekräftige Unfalluntersuchung durchzuführen. Das abgerissene linke Hauptfahrwerk wurde untersucht.
Die Untersuchungskommission markierte alle Reifenspuren entlang der Landebahn. Die ersten Reifenspuren, die sie OY-CRG zuordnen konnten, befanden sich 945 Meter hinter der Schwelle von Landebahn 33. Es wurde Reifenabrieb gefunden. Während sie anfangs der Mittellinie folgte, konnte festgestellt werden, dass die Maschine nach 1140 Metern nach rechts und 1206 Metern nach links gelenkt wurde. Bei 1274 Metern schlitterte die Maschine in einem graduell auf 25 Grad ansteigenden Winkel nach links und überrollte nach 1465 Metern das Landebahnende.
Der Flugdatenschreiber konnte geborgen werden, war jedoch durch das Feuer beträchtlich in Mitleidenschaft gezogen worden. Das magnetbandbasierte Gerät des Typs Plessey Avionics PV1584J zur Untersuchungsstelle für Luftfahrtunfälle geschickt. Dort konnten anhand der Reste des Bandes nur drei Abschnitte rekonstruiert werden. Auf dem ersten war eine Stunde des Fluges von den Färöern nach Stavanger aufgezeichnet, auf dem zweiten 12 Sekunden des Anfluges auf Sørstokken, welche 43 Sekunden vor dem letzten, dreisekündigen Abschnitt endeten, auf dem die Sekunden 6 bis 3 vor dem Ende der Aufnahme aufgezeichnet waren.

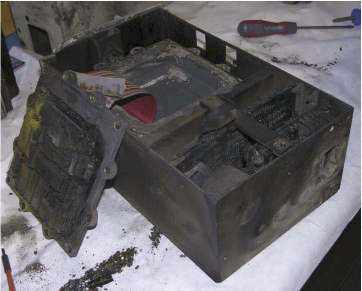
Der beschädigte Cockpit Voice Recorder

Der Cockpit Voice Recorder des Typs Fairchild A100S verwendete ein beständigeres Speichermedium. Er wurde zur Untersuchung in das gleiche Labor geschickt, doch aufgrund von Feuerschäden an der Platine konnten dort keine Daten abgelesen werden. Als das Gerät an den Hersteller geschickt wurde, war dieser in der Lage Reparaturen durchzuführen, mithilfe derer die Daten erfolgreich wiederhergestellt werden konnten. Die Audiodateien wurden zur Unfalluntersuchungsstelle geschickt, wo eine zeitliche Reihenfolge der Abläufe im Cockpit rekonstruiert werden konnte. Dabei konnte auch festgestellt werden, dass der Störklappenhebel zum Zeitpunkt des Unfalls in die richtige Position gebracht worden war.
Das Verhalten der Piloten im Cockpit war professionell – die gesamte Kommunikation im Cockpit stand in engem Bezug zum Flug. Ein korrektes Crew Resource Management wurde ausgeführt. Der Kapitän schätzte, dass die Maschine auf der Landebahn zum Stehen gekommen wäre, wäre diese 50 bis 100 Meter länger gewesen. Der Erste Offizier schätzte die Geschwindigkeit beim Rollen über den Hang auf 5 bis 10 km/h und war der Meinung, dass die Maschine mit weiteren 10 bis 15 Metern Landebahnlänge zum Stehen gekommen wäre.
Die sechs Störklappenstellmotoren wurden für eine weitergehende Untersuchung zu einer Einrichtung der Norwegischen Luftstreitkräfte geschickt. Radiografische Untersuchungen bestätigten, dass die Klappen sich alle in einer eingefahrenen Position befunden hatten. Es wurden Flugsimulatortests mit eingefahrenen Störklappen durchgeführt, bei denen sich die Maschine jedoch auch unter den herrschenden Umständen innerhalb der Landebahnfläche stoppen ließ. Aus den Untersuchungen wurde geschlossen, dass eine Landung mit eingefahrenen Störklappen bei einer trockenen Landebahn möglich sein möge, nicht jedoch bei Nässe.
Es konnte nicht ermittelt werden, weshalb die Störklappen bei der Landung nicht ausfuhren. Drei Hypothesen wurden in Erwägung gezogen – ein mechanisches Versagen im Schalthebel, ein Versagen von zwei Mikroschaltern des Schalthebels oder zwei offene Lasttrennschalter im Hubsystem der Störklappen.

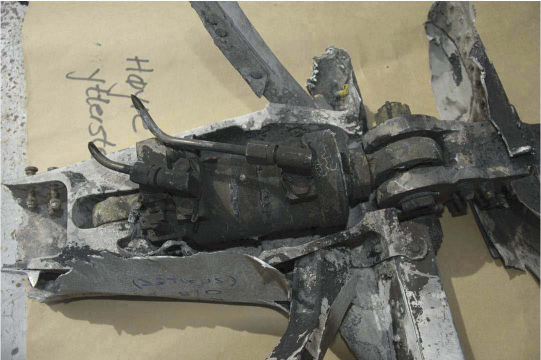
Ein Störklappenstellmotor

Es wurde festgestellt, dass zu dem Zeitpunkt, als der Kapitän die Notbremse aktivierte, das Antiblockiersystem deaktiviert wurde, da die Notbremse nicht an das ABS gekoppelt war. Durch diese Auswahl blockierten die Bremsen und es kam zu einer besonderen Form des Aquaplaning, bei dem die Reifen durch die Reibungskräfte so heiß werden, dass sie über eine Dampfschicht auf der Landebahn entlang gleiten, wodurch die Bremswirkung stark reduziert wird. Dieser Umstand wurde durch die kurze Sicherheitszone hinter dem Landebahnende und fehlende Drainagekanäle auf der Landebahnoberfläche verschlimmert. Dieser Ablauf der Geschehnisse konnte insbesondere anhand eines Fahrwerkreifens rekonstruiert werden, der einen Bremsplatten aufwies. Dies ließ darauf schließen, dass sich die bei der Bremsung erzeugte Reibung auf die Stelle des Reifens konzentrierte, an der der Bremsplatten entstand. Dies ließ nur den Rückschluss, dass der Reifen während der Bremsung stillstand und die Bremsen somit blockiert waren. Das Blockieren der Bremsen hatte nach Ansicht der Ermittler den Bremsweg der Maschine um etwa 60 Prozent verlängert. Die Geschwindigkeit der Maschine während des Überrollens des Landebahnendes wurde auf 28 bis 37 km/h geschätzt.
Die Beschädigungen an der Maschine seien nicht während des Rollens über die Landebahn entstanden, sondern durch das Terrain des steilen Berghangs verursacht worden. Das Feuer sei aufgrund eines Treibstofflecks nach dem Unfall in Zusammenhang mit einem Kurzschluss in der elektrischen Anlage entstanden. Das Feuer breitete sich dann zu den Tanks aus, was schließlich zu dem Ausmaß des Brandes führte. Durch ein nach der Kollision noch aktives Triebwerk sei dem Brand Sauerstoff zugeführt worden. Obwohl die Feuerwehr schnell am Unfallort eintraf, wurde sie durch das unwegsame Gelände daran gehindert, den Brand während des entscheidenden Zeitraums der Evakuierung effizient einzudämmen.
Das Flugzeug war vor dem Unfall lufttüchtig und zertifiziert, auch die Piloten verfügten über alle erforderlichen Berechtigungen und befanden sich in einer guten körperlichen und mentalen Verfassung. Die Piloten hatten keine Trainings durchlaufen, die sie auf einen Ausfall der Landeklappen vorbereiteten. Die Lage des Flughafens und das Fehlen adäquater Sicherheitsstandards spielte eine maßgebliche Rolle für den Ausgang des Unfalls.

## Folgen
Flug 670 ist der einzige Zwischenfall der Atlantic Airways mit Todesfolge oder einem Flugzeugverlust. Die Fluggesellschaft stellte ihre Flüge nach Stord im Herbst 2007 ein.